# Snitt

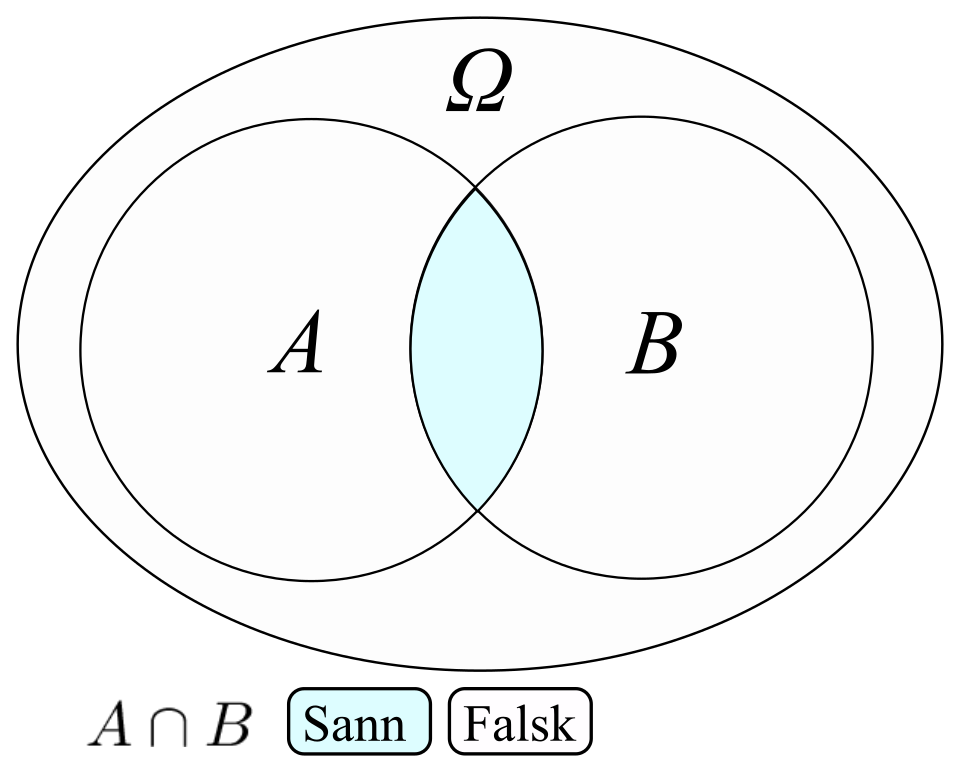
Snittet av A och B är mängden av alla element som finns i både A och B

Snittet eller skärningen av två mängder, A och B, är mängden av alla element som finns i både A och B, det vill säga, inte i enbart A och inte i enbart B men tillhör både A och B.  
Snittet av A och B skrivs A ∩ B.  
Av definitionen framgår att för alla A gäller A ∩ ∅ = ∅ och A ∩ A = A där ∅ är symbolen för tomma mängden. 

## Exempel
- {A, B, C, D} ∩ {C, D, E} = {C, D}
- {x : x är randig} ∩ {x : x är en zebra} = {x : x är en randig zebra}
- {x : x är en rektangel} ∩ {x : x är liksidig} = {x : x är en kvadrat}
- {x : x är ett jämnt tal} ∩ {x : x är ett primtal} = {2}

Snitt kan generaliseras till att gälla inte bara mellan två, utan mellan ett godtyckligt antal mängder: snittet av en familj A = (Ai)i ∈ I av mängder,
{\displaystyle \bigcap _{I}A_{i}}
eller ∩ A, är den mängd som består av alla element som finns i alla elementen i A. Om till exempel A = {{0, 1}, {1, 2, 3}, {1}} {{1, 2}, {2, 3}} så är ∩ A = {2}. 